# Valverde de Campos
Valverde de Campos község Spanyolországban, Valladolid tartományban.  Lakosainak száma 91 fő (2024).

## Népesség
A település népessége az utóbbi években az alábbiak szerint változott:
| Lakosok száma | 117  | 115  | 120  | 122  | 115  | 109  | 104  | 95   | 81   | 91   |
|               | 2001 | 2004 | 2007 | 2009 | 2012 | 2014 | 2017 | 2019 | 2022 | 2024 |